# カチョエペペ
カチョ・エ・ペペ（イタリア語: cacio e pepe）とは、ペコリーノ（羊乳のチーズ）と黒コショウのパスタのことで、イタリアの首都ローマの伝統・郷土料理および名物である。

## 名称
カチョ・エ・ペペのcacio（カチョ）は、ラテン語のcaseus（カセウス、チーズの意）を語源とし、イタリア語で主にイタリア中部と南部でチーズを指す単語として使用されており、そしてpepe（ペペ）はコショウを意味している。これらの2つの単語を「〜と」を意味する接続詞のe（エ）で繋ぎ合わせて「チーズとコショウ」という意味となり、このパスタ料理の「ソース」の特徴を端的に表す名称となっている。パスタであることを示す、パスタ・カチョ・エ・ペペとも表記される。

## 背景
カチョ・エ・ペペは、ラツィオ州とアブルッツォ州の古代の伝統料理にルーツを持つもので、特に同両州の農牧民たちの食文化に負うものが大きいとされる。というのは、丘陵地帯の農牧民たちは農耕や遊牧の際、乾燥パスタ、チーズ、コショウなどの背負える分の必需品だけを携行し食を取っており、そこからカチョ・エ・ペペのレシピが発祥したと考えられているからである。手持ちの限られた食材からおいしさを引き出し、かつ食材を無駄にしない庶民の知恵が詰まったクッチーナ・ポーヴェラ（貧乏人の料理、庶民の料理）の代表的な一皿で、家庭料理ではあるが、リストランテやトラットリアではプリモ・ピアットとして提供される。

## 材料
材料は、名前の通りパスタ、おろしたペコリーノ、そして黒コショウの3つだけとなっている。パスタは伝統的にトンナレッリが使用されるが、スパゲッティー二かスパゲッティも使用される。が、伝統にこだわる人たちは、トンナレッリ一択と主張することもある。「ソース」とパスタがよく絡み味がなじむよう、表面が粗い職人の手作りによるパスタが好まれる。パスタコルタと呼ばれるショートパスタ類は通常避けられるが、手持ちの有り合わせの材料で調理するクチーナ・ポーヴェラの一皿であることから、リガトーニといった他の短めの種類のパスタを表面が粗いものなら使用を禁止するものではなく、時にはイタリア北部の卵パスタ、タリオリーニなど伝統重視派が容認しない材料を使用するレシピも存在する。
ペコリーノはペコリーノ・ロマーノが主に使用される。ペコリーノ・ロマーノの多くは今ではサルデーニャ島で生産されており、多くの人は「サルデーニャのペコリーノ」の使用を推すが、これは全般的なペコリーノ・サルドを指しているのではなく、あくまでサルデーニャ産のペコリーノ・ロマーノを指しており、それ以外のペコリーノでは味や食感が変わるとされる。
黒コショウは通常より味の決め手の比重が高いので、品質のよいものを調理の直前に挽いたものが好まれる。

## 料理法
塩入りの水を沸騰させ必要な時間より2分ほど短めにアルデンテのパスタを茹でる。別の器か鍋にペコリーノ・ロマーノと黒コショウを用意し、そこに茹で上がりのパスタと少量の茹で汁を加え、「cremina（クレミーナ、クリームの意）」、つまりパスタに溶けたチーズの「ソース」がからんだ状態に仕上げる。パスタとチーズをからませる器や鍋は直火にかけずに、茹で汁と茹で上がりパスタからの熱で仕上げの「調理」を行う。材料こそはシンプルだが、容易に失敗し易く、チーズが上手く溶けクレミーナ状になるよう細心の注意をもってこれらの手順を行う必要がある。チーズとコショウに熱いパスタを加える必要があり、反対にパスタの上にチーズとコショウを加えるとチーズが上手く溶けずに「ソース」がクレミーナ状にならず、溶けていないチーズによって口当たりが悪くなってしまう。茹で汁はチーズが溶けるよう温度と必要量に注意を払う必要があり、加えすぎると水っぽくなってしまう。パスタ同士がくっつきすぎて固まってしまう場合、さらに茹で汁を加えるが、出来れば最初の一回で必要量を加えることが望ましい。また他のパスタ料理でパスタ同士がくっついてしまう場合に良く利用されるオリーブオイルなどの油類は加えられることはなく、特にイタリア語のレシピではカチョ・エ・ペペにオイル類を加えないことをわざわざ注意書きとして強調されていることが多い。茹で汁に溶け出しているデンプン類がチーズとコショウがクレミーナ状になる速度を速めパスタにからまる手助けをするので、パスタを茹でる水を通常より少なめにして、茹で汁のでんぷん質濃度を高めに用意する手法もある。

## その他のレシピ
伝統的なカチョ・エ・ペペとはみなされないが、ムール貝やアサリを加えたものや、グアンチャーレを加えるアレンジレシピもある。グアンチャーレを加える場合、別に熱調理したものを油切りを良くしてからパスタに加えるが、調理で生じる油は加えない。
ライムで風味を加え、夏の季節を感じられるアレンジがされることもある。

## レシピ比較表
| 料理名           | チーズ               | 香辛料   | 肉             | 卵 | 野菜   |
| ---------------- | -------------------- | -------- | -------------- | -- | ------ |
| カチョエペペ     | ペコリーノ・ロマーノ | コショウ |                |    |        |
| グリーチャ       | ペコリーノ・ロマーノ | コショウ | グアンチャーレ |    |        |
| カルボナーラ     | ペコリーノ・ロマーノ | コショウ | グアンチャーレ | 卵 |        |
| アマトリチャーナ | ペコリーノ・ロマーノ | コショウ | グアンチャーレ |    | トマト |

## 「本来のカチョ・エ・ペペ」論争
2025年、イギリスの人気料理サイト「Good Food」が、伝統的な3つの材料にバターを加えた「4つの材料」の「カチョ・エ・ペペ」のレシピを掲載し、イタリアの飲食業界団体「フィエペト・コンフェセルチェンティ」が、わざわざサイトを運営するイミディエイト・メディアと、イギリスのエドワード・ルウェリン駐イタリア大使に「驚き」を表明する抗議の書簡を送るほど、イタリア人の多くが「伝統の改ざん」だと激怒する事態となった。そのレシピは羊乳から作られるペコリーノチーズではなく、主に牛乳で作られる事が多いパルメザンチーズの使用も容認され、熱して溶かしたバターに黒コショウを加えて炒るもので、そこに茹でたパスタと茹で汁を加え、その上にチーズを振りかけるように加えたのちに混ぜ合わせるものだった。さらには生クリームを加えてもいいとも書かれていた。
「Good Food」のレシピに対してイタリア人たちは「バターやオイル、クリームを加えた時点で、それがカチョ・エ・ペペだとは言えない。それはもはや別の料理になる」や、「バターとパルメザンチーズ入りのレシピは『パスタ・アルフレード』と呼ばれるもの」と指摘し、それが本来の作り方だと紹介されることで、読者に誤解を与える恐れを深く懸念した。また同サイトが「手早く作れるランチ」と表現したことも、伝統料理を軽んじるような表現だと取られて反発をさらに招いた。
「Good Food」はその後、同サイトのカチョエペペのレシピは、「Good Food」のバージョンのものであると記述を差し替えた。